# 張慶翎
張慶翎，湖北省黃州府蘄州人，清朝政治人物、同進士出身。
光緒十二年（1886年），参加光緒丙戌科殿試，登進士三甲42名。同年五月，著主事分部学习。